# Феба (спътник)
Вижте пояснителната страница за други значения на Феба.
Феба е естествен спътник на Сатурн. Открит е от Уилям Хенри Пикеринг на 17 март 1899 г. от фотографски плаки, заснети на 16 август 1899 г. в Арекипа, Перу от Делизъл Стюарт. Феба е първият спътник, открит с помощта на фотографския метод.

## Наименование
Спътникът носи името на титанидата от древногръцката митология Феба. Като алтернативно име се употребява Сатурн 9. Международният астрономически съюз постановява геологическите образувания на повърхността на спътника да бъдат именувани на герои от древногръцкия мит за Язон и аргонавтите.

## Орбитални характеристики
В продължение на повече от 100 години Феба се считаше за най-външния спътник на Сатурн, докато през 2000 г. не бяха открити няколко значителни по-малки обекта на по-далечни орбити. Феба е почти 4 пъти по-отдалечен от Сатурн спрямо най-близкия си вътрешен съсед с по-значителна маса Япет и е значително по-голям от всички останали спътници на подобна орбита.
Спътниците на Сатурн, които са по-близки от Япет, обикалят по орбити с ниска инклинация спрямо екватора на планетата. Инклинацията на Феба е 17,4 градуса.

## Физически характеристики
Феба е с почти сферична форма и има диаметър 220 километра, около 1/15 от диаметъра на Луната. Спътникът се завърта около собствената си ос приблизително за девет часа и извършва едно завъртане около Сатурн за 18 месеца, но се движи в обратна посока на останалите спътници. Това дава основание да се смята, че спътникът е с произход от Пояса на Кайпер и е бил прихванат от гравитацията на Сатурн. Повърхностната температура на Феба е 75 K.
Феба е едно от най-тъмните тела в Слънчевата система – неговото албедо е 0,06. Повърхността му е покрита с многобройни кратери, достигащи до 80 километра диаметър, най-дълбокият от които достига 16 km дълбочина.
Поради тъмната си повърхност се е считало, че Феба е прихванат от Сатурн C-клас астероид, богат на въглеводороди. Снимките, направени от Касини-Хюйгенс, обаче показват значителна вариране на яркостта на повърхността на спътника, която се обяснява с наличието на лед на 300 до 500 метра под повърхността. На повърхостта е открит и замръзнал въглероден диоксид, нетипичен за астероидите. Съдържанието на скали е около 50%, за разлика от типичните 35% за повечето от вътрешните спътници. Учените считат, че Феба е прихванат Кентавър, като това го прави първия такъв изследван обект.
Материал, отделен от повърхността на спътника вследствие на микрометеоритни сблъсъци, е възможно да е причината за тъмните повърхности на Хиперион и водещото полукълбо на Япет. Материалът от тези сблъсъци е възможно да е кондензирал и в някои от другите спътници в групата на Феба – всички от които са по-малки от 10 km в диаметър.

## Посещения от космически апарати
Апаратът Вояджър 2 посещава Феба през септември 1981 г. и преминава на разстояние от 2,2 милиона километра. Значителното разстояние не позволява извличането на значително количество информация от снимките. Касини-Хюйгенс обаче се сближава само на 2068 километра от спътника на 11 юни 2004 г. и заснема множество снимки с висока разделителна способност.